# Uładzimir Nisciuk
Uładzimir Piatrowicz Nisciuk (biał. Уладзімір Пятровіч Нісцюк, ros. Владимир Петрович Нистюк, Władimir Pietrowicz Nistiuk) – białoruski polityk, deputowany do Rady Najwyższej Republiki Białorusi XIII kadencji.

## Życiorys
W 1995 roku mieszkał w Mińsku. Był dyrektorem wykonawczym Białoruskiego Zrzeszenia „Dzieławaja inicyjatywa” (pol. Inicjatywa biznesowa) i członkiem Partii Zgody Ludowej. W drugiej turze uzupełniających wyborów parlamentarnych 10 grudnia 1995 roku został wybrany na deputowanego do Rady Najwyższej Republiki Białorusi XIII kadencji ze stołpeckiego okręgu wyborczego nr 216. 19 grudnia 1995 roku został zarejestrowany przez centralną komisję wyborczą, a 9 stycznia 1996 roku zaprzysiężony na deputowanego. Od 23 stycznia pełnił w Radzie Najwyższej funkcję członka, a potem zastępcy przewodniczącego Stałej Komisji ds. Praw Człowieka, Kwestii Narodowościowych, Środków Masowego Przekazu, Kontaktu ze Zjednoczeniami Społecznymi i Organizacjami Religijnymi. Należał do frakcji „Związek Pracy”. Od 3 czerwca był członkiem grupy roboczej Rady Najwyższej ds. współpracy z parlamentem Republiki Kazachstanu. 27 listopada 1996 roku, po dokonanej przez prezydenta Alaksandra Łukaszenkę kontrowersyjnej i częściowo nieuznanej międzynarodowo zmianie konstytucji, nie wszedł w skład utworzonej przez niego Izby Reprezentantów Zgromadzenia Narodowego Republiki Białorusi I kadencji. Uznał prezydencką reformę konstytucyjną za bezprawną i, pozostając wierny konstytucji z 1994 roku, kontynuował wraz z częścią deputowanych pracę Rady Najwyższej. Również Zgromadzenie Parlamentarne OBWE (ZP OBWE) uznawało nadal Radę Najwyższą za legalny parlament Białorusi. Co najmniej do września 2000 roku Uładzimir Nisciuk wraz z trzema innymi deputowanymi Rady: Siamionem Szareckim, Anatolem Labiedźką i Wiktarem Chomiczem – posiadał status członka ZP OBWE i uznawany był przez ten organ za część stałej delegacji Białorusi. Budziło to niezadowolenie i protesty m.in. ze strony przedstawicieli władz Rosji. Przewodniczący Dumy Państwowej Giennadij Sielezniow nazywał Nisciuka „samozwańcem” i mówił, że „rosyjska delegacja wstydzi się, gdy ten wychodzi na mównicę”. Status Nisciuka został jednak dwukrotnie potwierdzony przez ZP OBWE – w styczniu 1997 i lipcu 1998 roku. Zgodnie z Konstytucją Białorusi z 1994 roku jego mandat deputowanego do Rady Najwyższej zakończył się 9 stycznia 2001 roku; kolejne wybory do tego organu jednak nigdy się nie odbyły.